# Аракаево
Аракаево — село в Нижнесергинском районе Свердловской области. Входит в состав Михайловского муниципального образования Нижнесергинского муниципального района.

## Географическое положение
Аракаево расположено по обоим берегам реки Серги (правого притока реки Уфы), в верховье Михайловского пруда, в 25 км к югу от города Нижние Серги (по автотрассе в 38 км) и в 6 км к востоку от города Михайловска. Одноимённый остановочный пункт железнодорожного направления Чусовская-Дружинино-Бердяуш. В окрестностях села находится природный парк «Оленьи Ручьи» и геоморфологические и археологические природные памятники: пещеры Аракаевская и Малая Аракаевская, гроты Аракаевские с отложениями костных останков, имеющие большое значение для палеонтологии. На левом берегу реки Серга имеется гидрологический памятник природы — минеральный источник родник Щипанов Ключ.

## Топоним
Татарское название села — тат. Аракай, Төрсәк, башкирское — баш. Араҡай.
Ранее название данного населённого пункта неизвестно. Нынешнее наименование является антропонимом — в начале XIX века старшиной Аракай Асылбаев, в подчинении которого находилась деревня Аракаево, состоящая тогда из 16 дворов с 99 людьми, относящимися к сословию башкир.

## История
Аракаево — деревня зарождалась от тюркского племени терсяк, ранее относилась к Терсяцкой волости. Впервые упоминается в документах в 1776 году. В период кантонного управления Башкирией деревня относилась к 5-му юрту 2-го башкирского кантона.
Согласно ревизиям, в 1834 году в деревне проживало 118 башкир, в 1850 году — 187 башкир, а в 1859 году — 207 башкир. В 1842 году на 118 башкир было засеяно 160 пудов ярового хлеба.
Жители деревни Аракаево жили на земле Михайловского завода, проданной ими заводовладельцу.
В первые годы существования Башкирской автономии Шокуровская волость (в то время к нему относилась деревня Урмикеево) входила в состав Кущинского кантона. В сентябре 1919 года Кущинский и Дуванский кантоны Автономной Советской Башкирской Республики были объединены в Дуван-Кущинский кантон, которая в 1922 году была преобразована в Месягутовский кантон. 1923 году границы данного кантона были изменены и его северные волости отошли к Екатеринбургской губернии, впоследствии присоединенной к Уральской области.

## Краеведческий музей
В селе расположен краеведческий музей.

## Демография
| 2002 | 2010 | 2021 |
| ---- | ---- | ---- |
| 379  | ↗413 | ↗504 |

Согласно переписи населения 2002 года, большинство населения составляют татары (94 %).

## Транспорт
Пригородное сообщение — исключительно в летний период и только по выходным дням, существует на участке Дружинино-Михайловский Завод. В настоящее время на зимний период прекращено. Пассажирское сообщение отсутствует с 1994. Село связано автобусным сообщением с городом Михайловск.

## Люди, связанные с селом
- Хакимов, Абубакир Хадеевич (1926—2003) — кандидат экономических наук (1965), заслуженный деятель науки Башкирской АССР (1980)[13].